# Volxküche

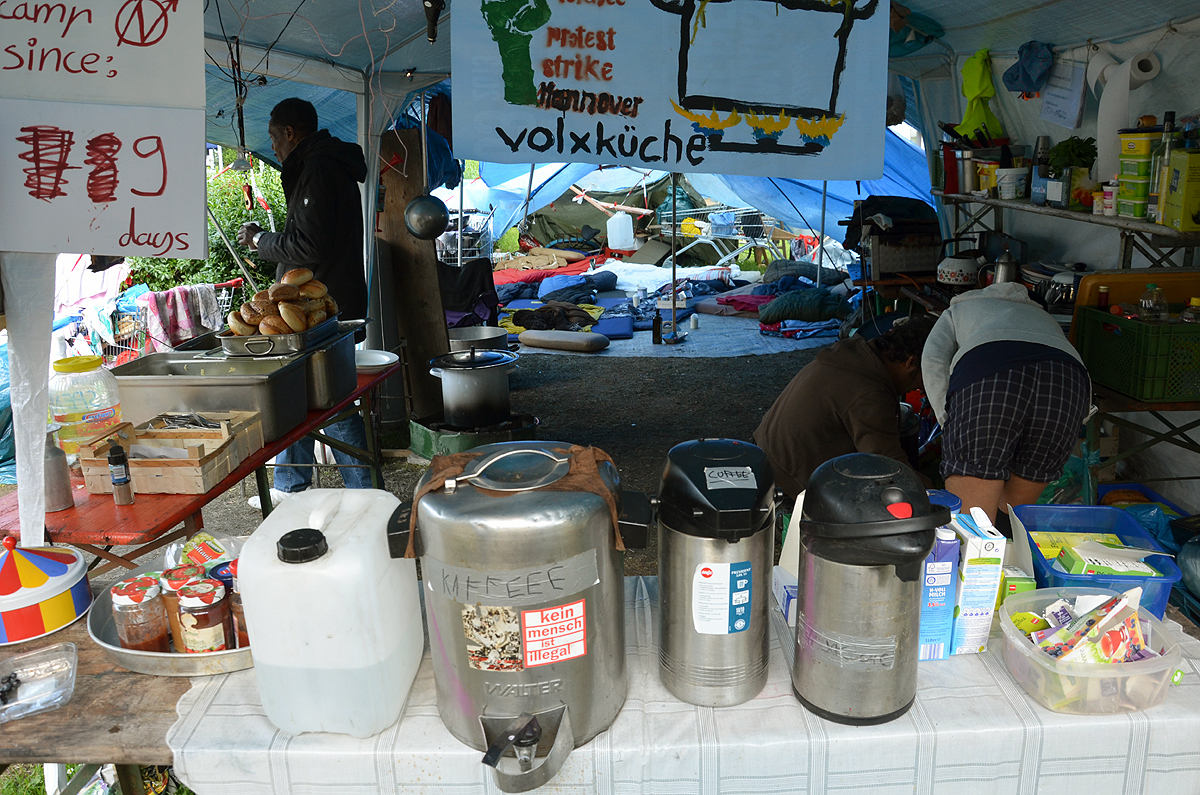
Volxküche beim Protest gegen die Abschiebung von Flüchtlingen in Hannover

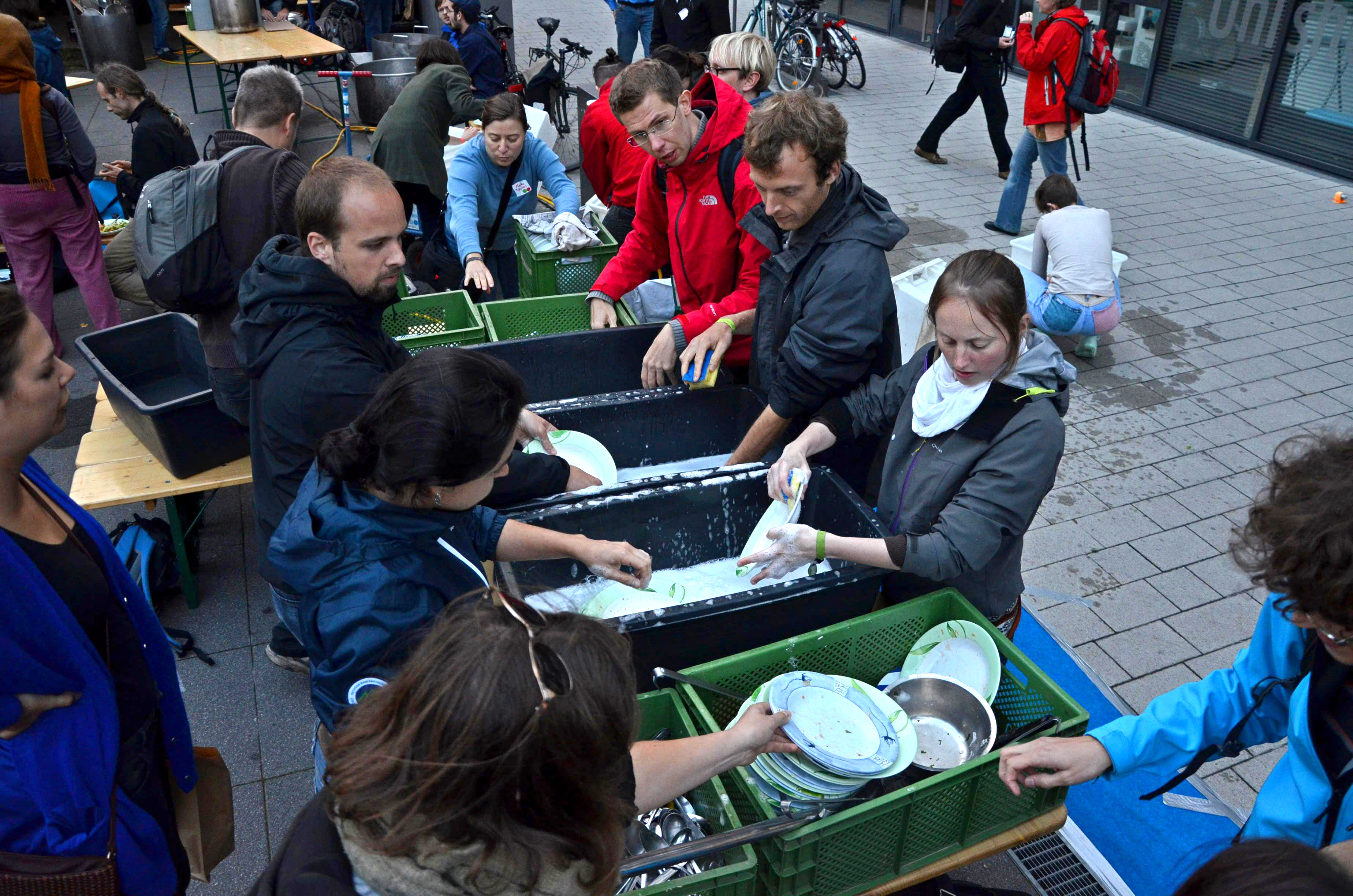
Abwaschstraße auf der Internationalen Degrowth-Konferenz 2014 in Leipzig

Logo der Volxküche in der Uni Wien 2009

Volxküche (VoKü), gelegentlich auch Küche für Alle (KüfA) oder Bevölkerungsküche (BeVoKü)  genannt, wird in der linksalternativen Szene ein ein- bis mehrmals wöchentlich stattfindendes, regelmäßiges Gruppenkochen genannt, bei dem Essen zum Selbstkostenpreis oder sogar darunter ausgegeben wird. Das Wort leitet sich vom älteren Ausdruck Volksküche (Suppenküche), dem weltlichen Gegenstück der christlichen Armenspeisung, her. Der Begriff „Volxküche“ wird seit den 1980er Jahren verwendet und stammt aus der Hausbesetzer-Szene.

## Einrichtungen
Volxküchen finden sich meistens in kollektiven bzw. selbstverwalteten Einrichtungen (Kneipen, Infoläden, Jugendzentren oder autonomen Zentren) mit politisch linkem Selbstverständnis. Im Allgemeinen wird mindestens ein vegetarisches Essen angeboten, häufig auch ausschließlich vegane Speisen. Manchmal wird auch containert, d. h., es werden (wegen abgelaufenen Mindesthaltbarkeitsdatums o. Ä.) weggeworfene Lebensmittel aus den Abfallcontainern von Supermärkten gesammelt.

## Schreibweise
Die Schreibweise Volxküche kommt durch eine erklärt antinationalistische Haltung zustande, der zufolge der Begriff „Volk“ als soziale Konstruktion mit negativen Folgen angesehen und als „ausgrenzend“ abgelehnt wird. Sie ist zugleich eine spaßhaft-eigenwillige Ausdrucksweise der anarchistischen bzw. autonomen Szene.
Heute wird meistens die Bezeichnung KüfA (Küche für Alle) genutzt, wodurch sich komplett vom Volksbegriff distanziert wird.